# Mendo Nunes
Mendo Nunes, död 1054, var regerande greve av Portugal mellan 1028 och 1050/54. 
Han efterträdde sin far som barn och stod länge under sin mors förmynderskap. 